# Championnat du monde de vitesse moto 2005
Navigation
Édition précédente Édition suivante
Le Championnat du monde de vitesse moto 2005 est la 57e saison de vitesse moto organisée par la FIM.

Ce championnat comporte dix-sept courses de Grand Prix pour la catégorie MotoGP, et seize pour les catégories 250 cm3 et 125 cm3 (seule l'épreuve de MotoGP est inscrite au programme du Grand Prix des États-Unis).

## Attribution des points
Les points du championnat sont attribués aux quinze premiers de chaque course :
| Classement | 1  | 2  | 3  | 4  | 5  | 6  | 7 | 8 | 9 | 10 | 11 | 12 | 13 | 14 | 15 |
| ---------- | -- | -- | -- | -- | -- | -- | - | - | - | -- | -- | -- | -- | -- | -- |
| Points     | 25 | 20 | 16 | 13 | 11 | 10 | 9 | 8 | 7 | 6  | 5  | 4  | 3  | 2  | 1  |

## Grand Prix de la saison 2005
| 1  | 10-04 | Grand Prix d'Espagne                    | Jerez de la Frontera | Résumé |
| 2  | 17-04 | Grand Prix du Portugal                  | Estoril              | Résumé |
| 3  | 01-05 | Grand Prix de Chine                     | Shanghai             | Résumé |
| 4  | 15-05 | Grand Prix de France                    | Le Mans              | Résumé |
| 5  | 05-06 | Grand Prix d'Italie                     | Mugello              | Résumé |
| 6  | 12-06 | Grand Prix de Catalogne                 | Barcelone            | Résumé |
| 7  | 25-06 | Grand Prix des Pays-Bas                 | Assen                | Résumé |
| 8  | 10-07 | Grand Prix des États-Unis               | Laguna Seca          | Résumé |
| 9  | 24-07 | Grand Prix de Grande-Bretagne           | Donington            | Résumé |
| 10 | 31-07 | Grand Prix d'Allemagne                  | Sachsenring          | Résumé |
| 11 | 28-08 | Grand Prix de République tchèque        | Brno                 | Résumé |
| 12 | 18-09 | Grand Prix du Japon                     | Motegi               | Résumé |
| 13 | 25-09 | Grand Prix de Malaisie                  | Sepang               | Résumé |
| 14 | 01-10 | Grand Prix du Qatar                     | Losail               | Résumé |
| 15 | 16-10 | Grand Prix d'Australie                  | Phillip Island       | Résumé |
| 16 | 23-10 | Grand Prix de Turquie                   | Istanbul             | Résumé |
| 17 | 06-11 | Grand Prix de la Communauté valencienne | Ricardo Tormo        | Résumé |

## Résultats

### Moto GP

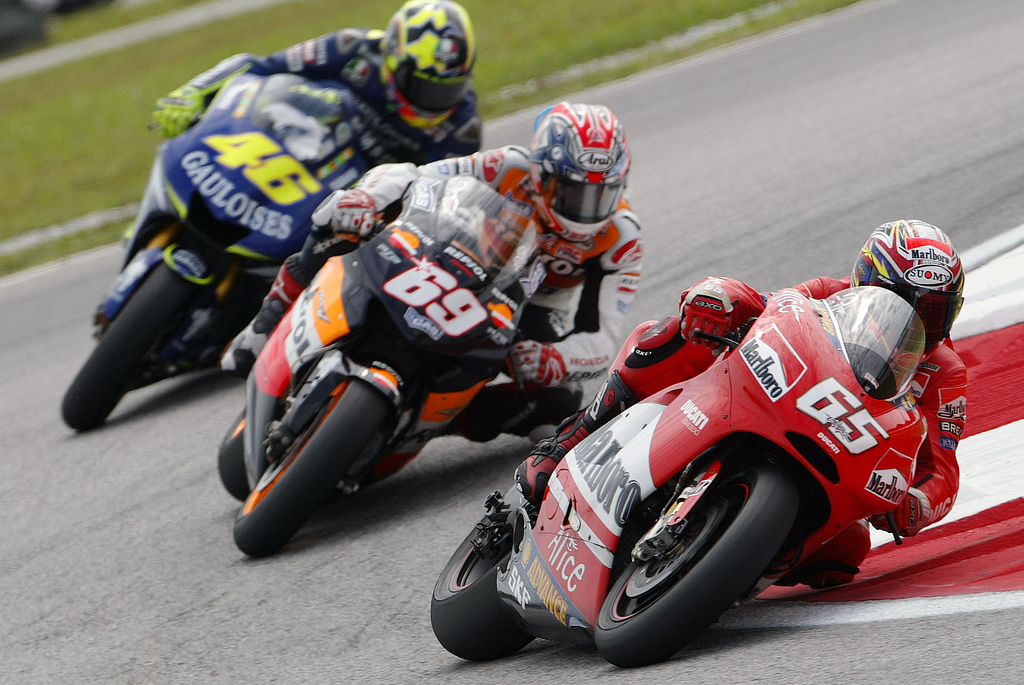
Bagarre entre Valentino Rossi (46), Nicky Hayden (69) et Loris Capirossi (65)

| N° | Date  | Grand Prix                              | Vainqueur               | Deuxième                    | Troisième                |
| 1  | 10-04 | Grand Prix d'Espagne                    | Valentino Rossi Italie  | Sete Gibernau Espagne       | Marco Melandri Italie    |
| 2  | 17-04 | Grand Prix du Portugal                  | Alex Barros Brésil      | Valentino Rossi Italie      | Max Biaggi Italie        |
| 3  | 01-05 | Grand Prix de Chine                     | Valentino Rossi Italie  | Olivier Jacque France       | Marco Melandri Italie    |
| 4  | 15-05 | Grand Prix de France                    | Valentino Rossi Italie  | Sete Gibernau Espagne       | Colin Edwards États-Unis |
| 5  | 05-06 | Grand Prix d'Italie                     | Valentino Rossi Italie  | Max Biaggi Italie           | Loris Capirossi Italie   |
| 6  | 12-06 | Grand Prix de Catalogne                 | Valentino Rossi Italie  | Sete Gibernau Espagne       | Marco Melandri Italie    |
| 7  | 25-06 | Grand Prix des Pays-Bas                 | Valentino Rossi Italie  | Marco Melandri Italie       | Colin Edwards États-Unis |
| 8  | 10-07 | Grand Prix des États-Unis               | Nicky Hayden États-Unis | Colin Edwards États-Unis    | Valentino Rossi Italie   |
| 9  | 24-07 | Grand Prix de Grande-Bretagne           | Valentino Rossi Italie  | Kenny Roberts Jr États-Unis | Alex Barros Brésil       |
| 10 | 31-07 | Grand Prix d'Allemagne                  | Valentino Rossi Italie  | Sete Gibernau Espagne       | Nicky Hayden États-Unis  |
| 11 | 28-08 | Grand Prix de République tchèque        | Valentino Rossi Italie  | Loris Capirossi Italie      | Max Biaggi Italie        |
| 12 | 18-09 | Grand Prix du Japon                     | Loris Capirossi Italie  | Max Biaggi Italie           | Makoto Tamada Japon      |
| 13 | 25-09 | Grand Prix de Malaisie                  | Loris Capirossi Italie  | Valentino Rossi Italie      | Carlos Checa Espagne     |
| 14 | 01-10 | Grand Prix du Qatar                     | Valentino Rossi Italie  | Marco Melandri Italie       | Nicky Hayden États-Unis  |
| 15 | 16-10 | Grand Prix d'Australie                  | Valentino Rossi Italie  | Nicky Hayden États-Unis     | Carlos Checa Espagne     |
| 16 | 23-10 | Grand Prix de Turquie                   | Marco Melandri Italie   | Valentino Rossi Italie      | Nicky Hayden États-Unis  |
| 17 | 06-11 | Grand Prix de la Communauté valencienne | Marco Melandri Italie   | Nicky Hayden États-Unis     | Valentino Rossi Italie   |

### 250cm³
| N° | Date  | Grand Prix                              | Vainqueur                 |
| 1  | 10-04 | Grand Prix d'Espagne                    | Daniel Pedrosa Espagne    |
| 2  | 17-04 | Grand Prix du Portugal                  | Casey Stoner Australie    |
| 3  | 01-05 | Grand Prix de Chine                     | Casey Stoner Australie    |
| 4  | 15-05 | Grand Prix de France                    | Daniel Pedrosa Espagne    |
| 5  | 05-06 | Grand Prix d'Italie                     | Daniel Pedrosa Espagne    |
| 6  | 12-06 | Grand Prix de Catalogne                 | Daniel Pedrosa Espagne    |
| 7  | 25-06 | Grand Prix des Pays-Bas                 | Sebastian Porto Argentine |
| 8  | 10-07 | Grand Prix des États-Unis               | Pas d'épreuve 250 cm³     |
| 9  | 24-07 | Grand Prix de Grande-Bretagne           | Randy de Puniet France    |
| 10 | 31-07 | Grand Prix d'Allemagne                  | Daniel Pedrosa Espagne    |
| 11 | 28-08 | Grand Prix de République tchèque        | Daniel Pedrosa Espagne    |
| 12 | 18-09 | Grand Prix du Japon                     | Hiroshi Aoyama Japon      |
| 13 | 25-09 | Grand Prix de Malaisie                  | Casey Stoner Australie    |
| 14 | 01-10 | Grand Prix du Qatar                     | Casey Stoner Australie    |
| 15 | 16-10 | Grand Prix d'Australie                  | Daniel Pedrosa Espagne    |
| 16 | 23-10 | Grand Prix de Turquie                   | Casey Stoner Australie    |
| 17 | 06-11 | Grand Prix de la Communauté valencienne | Daniel Pedrosa Espagne    |

### 125cm³
| N° | Date  | Grand Prix                              | Vainqueur               |
| 1  | 10-04 | Grand Prix d'Espagne                    | Marco Simoncelli Italie |
| 2  | 17-04 | Grand Prix du Portugal                  | Mika Kallio Finlande    |
| 3  | 01-05 | Grand Prix de Chine                     | Mattia Pasini Italie    |
| 4  | 15-05 | Grand Prix de France                    | Thomas Lüthi Suisse     |
| 5  | 05-06 | Grand Prix d'Italie                     | Gábor Talmácsi Hongrie  |
| 6  | 12-06 | Grand Prix de Catalogne                 | Mattia Pasini Italie    |
| 7  | 25-06 | Grand Prix des Pays-Bas                 | Gábor Talmácsi Hongrie  |
| 8  | 10-07 | Grand Prix des États-Unis               | Pas d'épreuve 125 cm³   |
| 9  | 24-07 | Grand Prix de Grande-Bretagne           | Julián Simón Espagne    |
| 10 | 31-07 | Grand Prix d'Allemagne                  | Mika Kallio Finlande    |
| 11 | 28-08 | Grand Prix de République tchèque        | Thomas Lüthi Suisse     |
| 12 | 18-09 | Grand Prix du Japon                     | Mika Kallio Finlande    |
| 13 | 25-09 | Grand Prix de Malaisie                  | Thomas Lüthi Suisse     |
| 14 | 01-10 | Grand Prix du Qatar                     | Gábor Talmácsi Hongrie  |
| 15 | 16-10 | Grand Prix d'Australie                  | Thomas Lüthi Suisse     |
| 16 | 23-10 | Grand Prix de Turquie                   | Mike Di Meglio France   |
| 17 | 06-11 | Grand Prix de la Communauté valencienne | Mika Kallio Finlande    |

## Classement des pilotes

### MotoGP
| Pos | Pilote       | Moto     | ESP | POR | CHN | FRA | ITA | CAT | NED | USA | GBR | GER | CZE | JPN | MAL | QAT | AUS | TUR | VAL | Pts |
| --- | ------------ | -------- | --- | --- | --- | --- | --- | --- | --- | --- | --- | --- | --- | --- | --- | --- | --- | --- | --- | --- |
| 1   | Rossi        | Yamaha   | 1   | 2   | 1   | 1   | 1   | 1   | 1   | 3   | 1   | 1   | 1   | Ab. | 2   | 1   | 1   | 2   | 3   | 367 |
| 2   | Melandri     | Honda    | 3   | 4   | 3   | 4   | 4   | 3   | 2   | Ab. | Ab. | 7   | 6   | Ab. | 5   | 2   | 4   | 1   | 1   | 220 |
| 3   | Hayden       | Honda    | Ab. | 7   | 9   | 6   | 6   | 5   | 4   | 1   | Ab. | 3   | 5   | 7   | 4   | 3   | 2   | 3   | 2   | 206 |
| 4   | Edwards      | Yamaha   | 9   | 6   | 8   | 3   | 9   | 7   | 3   | 2   | 4   | 8   | 7   | 6   | 10  | 4   | 6   | 7   | 8   | 179 |
| 5   | Biaggi       | Honda    | 7   | 3   | 5   | 5   | 2   | 6   | 6   | 4   | Ab. | 4   | 3   | 2   | 6   | Ab. | Ab. | 12  | 6   | 173 |
| 6   | Capirossi    | Ducati   | 13  | 9   | 12  | 7   | 3   | 12  | 10  | 10  | 6   | 9   | 2   | 1   | 1   | 10  |     |     | 7   | 157 |
| 7   | Gibernau     | Honda    | 2   | Ab. | 4   | 2   | Ab. | 2   | 5   | 5   | Ab. | 2   | Ab. | Ab. | Ab. | 5   | 5   | 4   | Ab. | 150 |
| 8   | Barros       | Honda    | 4   | 1   | 11  | Ab. | 7   | 4   | 7   | Ab. | 3   | 5   | 4   | Ab. | 8   | 9   | Ab. | 9   | 5   | 147 |
| 9   | C. Checa     | Ducati   | 10  | 5   | Ab. | Ab. | 5   | 11  | 9   | Ab. | 5   | Ab. | 8   | 4   | 3   | 6   | 3   | 5   | 4   | 138 |
| 10  | Nakano       | Kawasaki | 5   | 8   | Ab. | 8   | 10  | 9   | 8   | 9   | Ab. | 6   | 12  | Ab. | Ab. | 7   | 7   | 10  | 11  | 98  |
| 11  | Tamada       | Honda    | 8   |     |     |     | 8   | Ab. | 14  | 7   | 7   | 10  | 10  | 3   | 12  | Ab. | 8   | 8   | 9   | 91  |
| 12  | Elías        | Yamaha   | 12  | 14  | 14  | 9   |     |     |     | 13  | 9   | 12  | 14  | 9   | 11  | 8   | 9   | 6   | 10  | 74  |
| 13  | Ke. Roberts  | Suzuki   | Ab. | 12  | Ab. | 13  | 15  | 15  | 16  | 14  | 2   | 11  | 11  | 8   | 7   | 11  |     |     |     | 63  |
| 14  | Hopkins      | Suzuki   | 14  | Ab. | 7   | 16  | 11  | Ab. | 13  | 8   | 11  | DNS | 13  | 5   | 9   | 17  | 10  | 15  | 13  | 63  |
| 15  | Bayliss      | Honda    | 6   | 11  | Ab. | 10  | 13  | 8   | 11  | 6   | Ab. | DNS | 9   |     |     |     |     |     |     | 54  |
| 16  | Xaus         | Yamaha   | 18  | 10  | 10  | 12  | 14  | 10  | 12  | 11  | Ab. | 13  | 18  | 10  | 15  | 14  | 12  | 14  | 15  | 52  |
| 17  | Jacque       | Kawasaki |     |     | 2   | 11  |     |     |     |     |     | DNS |     |     | Ab. |     | 18  | 13  |     | 28  |
| 18  | Rolfo        | Ducati   | 15  | 13  | 16  | 15  | 16  | 14  | 18  | Ab. | 14  | 14  | 17  | Ab. | 13  | 12  | 13  | 16  | Ab. | 25  |
| 19  | Hofmann      | Kawasaki | 11  |     |     |     | 12  | 17  | Ab. | 12  | 8   | DNS | 15  | Ab. |     |     |     |     | 14  | 24  |
| 20  | vd Goorbergh | Honda    |     |     | 6   | 14  |     |     |     |     |     |     |     |     |     |     |     |     |     | 12  |
| 21  | Vermeulen    | Honda    |     |     |     |     |     |     |     |     |     |     |     |     |     |     | 11  | 11  |     | 10  |
| 22  | Battaini     | Blata    | 17  | Ab. | Ab. | 17  | 18  | 19  | 20  | 17  | Ab. | 15  | 20  | 11  | 16  | 16  | 15  | 17  | 16  | 7   |
| 23  | Ellison      | Blata    | 16  | 15  | 13  | Ab. | Ab. | 18  | 19  | 16  | Ab. | Ab. | 19  |     | Ab. | 15  | 14  | 18  | Ab. | 7   |
| 24  | Byrne        | KTM      | Ab. | 16  |     | Ab. | 16  | 16  | 17  | 15  | Ab. | Ab. |     |     | 14  | 13  |     |     |     | 6   |
| 25  | Kiyonari     | Honda    |     |     |     |     |     |     |     |     |     |     |     |     |     |     |     |     | 12  | 4   |
| 26  | D. Checa     | Yamaha   |     |     |     |     | 19  | 13  | 15  |     |     |     |     |     |     |     |     |     |     | 4   |
| 27  | Ukawa        | Moriwaki |     |     | 15  |     |     |     |     |     |     |     |     | Ab. |     |     |     |     |     | 1   |
| —   | Aoki         | Suzuki   |     |     |     |     |     |     |     |     |     |     |     |     |     |     |     |     | Ab. | 0   |
| —   | McWilliams   | Proton   |     |     |     |     |     |     |     |     |     |     | Ab. |     |     |     |     |     |     | 0   |
| —   | Ku. Roberts  | Proton   |     |     |     |     |     |     |     |     |     |     |     |     |     |     |     |     | Ab. | 0   |
| Pos | Pilote       | Moto     | ESP | POR | CHN | FRA | ITA | CAT | NED | USA | GBR | GER | CZE | JPN | MAL | QAT | AUS | TUR | VAL | Pts |

| Couleur | Résultat                     |
| ------- | ---------------------------- |
| Or      | Vainqueur                    |
| Argent  | 2e place                     |
| Bronze  | 3e place                     |
| Vert    | Terminé, dans les points     |
| Bleu    | Terminé, pas dans les points |
| Violet  | Abandon (Ab.) ou (Ret)       |
| Violet  | Non classé (NC)              |
| Rouge   | Pas qualifié (DNQ)           |
| Noir    | Disqualifié (DSQ)            |
| Blanc   | Pas au départ (DNS)          |
| Blanc   | Forfait (WD)                 |
| Blanc   | N'a pas participé (DNP)      |
| Blanc   | Blessé (INJ)                 |
| Blanc   | Exclu (EX)                   |
| Blanc   | Course annulée (C)           |

### 250cm³
| Clas. | Pilote           | Pays        | Constructeur | Nombre de points | 1  | 2  | 3  | 4  | 5  | 6  | 7  | 8  | 9  | 10 | 11 | 12 | 13 | 14 | 15 | 16 |
| ----- | ---------------- | ----------- | ------------ | ---------------- | -- | -- | -- | -- | -- | -- | -- | -- | -- | -- | -- | -- | -- | -- | -- | -- |
| 1er   | Dani Pedrosa     | Espagne     | Honda        | 309              | 25 | 13 | 10 | 25 | 25 | 25 | 20 | 13 | 25 | 25 | 20 | -  | 13 | 25 | 20 | 25 |
| 2e    | Casey Stoner     | Australie   | Aprilia      | 254              | -  | 25 | 25 | 13 | 13 | 20 | 10 | 16 | 9  | 16 | 16 | 25 | 25 | -  | 25 | 16 |
| 3e    | Andrea Dovizioso | Italie      | Honda        | 189              | 13 | 20 | 20 | 16 | 8  | 16 | 9  | 9  | 13 | 10 | 10 | -  | 16 | 11 | 11 | 7  |
| 4e    | Hiroshi Aoyama   | Japon       | Honda        | 180              | -  | 10 | 16 | 10 | 9  | 13 | 13 | -  | 16 | 11 | 25 | 11 | 10 | 10 | 16 | 10 |
| 5e    | Jorge Lorenzo    | Espagne     | Honda        | 167              | 10 | 6  | 7  | 11 | 20 | -  | 16 | 8  | -  | 20 | -  | -  | 20 | 16 | 13 | 20 |
| 6e    | Sebastian Porto  | Argentine   | Aprilia      | 152              | 20 | 7  | 11 | -  | 11 | -  | 25 | 11 | 11 | 9  | -  | 16 | 11 | 20 | -  | -  |
| 7e    | Alex De Angelis  | Saint-Marin | Aprilia      | 151              | 16 | 11 | 13 | -  | 16 | -  | 11 | -  | 20 | 13 | 9  | 20 | -  | -  | 9  | 13 |
| 8e    | Randy de Puniet  | France      | Aprilia      | 138              | -  | 16 | -  | 20 | -  | 10 | 8  | 25 | 10 | 8  | 11 | 13 | -  | 9  | -  | 8  |
| 9e    | Héctor Barberá   | Espagne     | Honda        | 120              | 11 | 5  | 9  | 9  | 10 | -  | 7  | -  | 8  | -  | 8  | 10 | 9  | 13 | 10 | 11 |
| 10e   | Sylvain Guintoli | France      | Aprilia      | 84               | -  | 8  | 4  | 7  | -  | 8  | 4  | 7  | 5  | 6  | 6  | 7  | 7  | 6  | 7  | 2  |

### 125cm³
| Pos. | Pilote           | Num | Équipe                        | Points | Vict. |
| ---- | ---------------- | --- | ----------------------------- | ------ | ----- |
| 1    | Thomas Lüthi     | 12  | Elit Grand Prix Honda         | 242    | 4     |
| 2    | Mika Kallio      | 36  | Red Bull KTM                  | 237    | 4     |
| 3    | Gábor Talmácsi   | 14  | Red Bull KTM                  | 198    | 3     |
| 4    | Mattia Pasini    | 75  | Totti Top Sport - NGS Aprilia | 183    | 2     |
| 5    | Marco Simoncelli | 58  | Nocable.it Race Aprilia       | 177    | 1     |
| 6    | Fabrizio Lai     | 32  | Kopron Racing World Honda     | 141    | 0     |
| 7    | Julián Simón     | 60  | Red Bull KTM                  | 123    | 1     |
| 8    | Tomoyoshi Koyama | 71  | Ajo Motorsport Honda          | 119    | 0     |
| 9    | Héctor Faubel    | 55  | MVA Master Aspar Team Aprilia | 113    | 0     |
| 10   | Manuel Poggiali  | 54  | Metis Racing Team Gilera      | 107    | 0     |
| 11   | Mike Di Meglio   | 63  | Kopron Racing World Honda     | 104    | 1     |